# Bargoed
Bargoed is een plaats in de Welshe county borough Caerphilly.
Bargoed telt 13.721 inwoners.

## Geboren in Bargoed
- Doris Hare (1905-2000), actrice

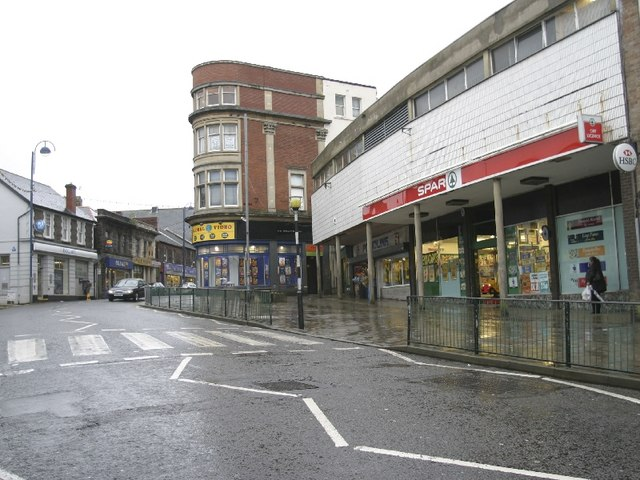
High Street
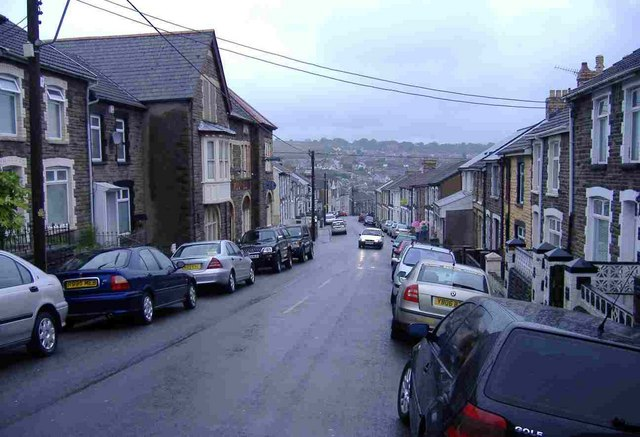
McDonnel Road
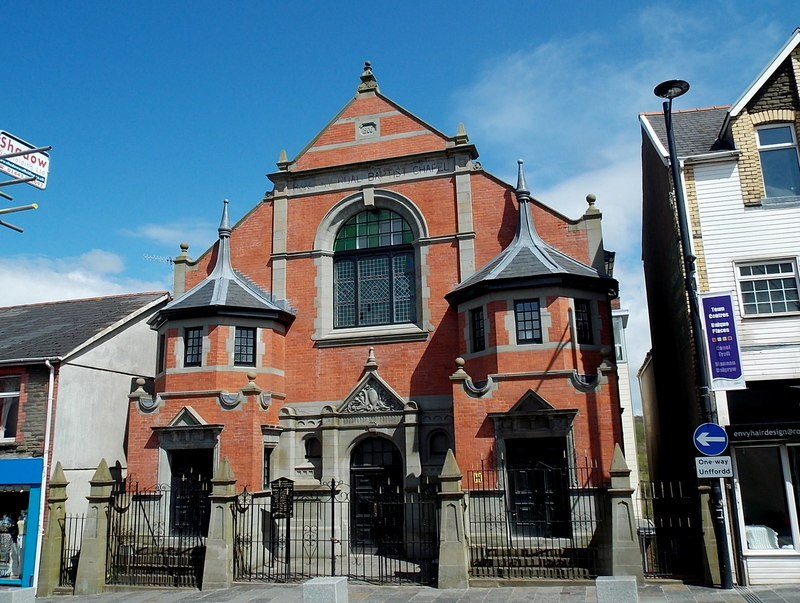
Baptistenkerk